# 第二次リーム駅の戦い
第二次リーム駅の戦い（だいにじリームえきのたたかい、英: Second Battle of Ream's Station）は、南北戦争中の1864年8月25日、バージニア州ディンウィディ郡で起きた戦闘である。6月に始まったピーターズバーグ包囲戦の中で、北軍ウィンフィールド・スコット・ハンコック少将の指揮する軍隊が、ピーターズバーグにいるロバート・E・リー将軍の南軍にとって重要な供給線であるウェルドン鉄道の部分の破壊を始めた。リーはハンコック軍の動きを妨害するために、A・P・ヒル中将指揮下の軍隊を送り、リーム駅付近で防御を固めていた北軍を潰走させることができた。しかし、鉄道の重要な部分が失われ、この方面作戦の残り期間は兵站の難しさが酷くなった。

## 背景
ピーターズバーグ包囲が行き詰まりになり始めると、北軍ユリシーズ・グラント中将は、ピーターズバーグ市、南軍のロバート・E・リー将軍の軍隊、アメリカ連合国の首都リッチモンドに物資を供給する鉄道を分断する方法を探し続けた。その重要な供給線の中でもウェルドン鉄道、別名ピーターズバーグ・アンド・ウェルドン鉄道は、南のノースカロライナ州ウェルドンに繋がり、さらに南軍では唯一残っている港、ウィルミントンに通じていた。6月21日から23日にあったジェルサレム・プランク道路の戦いで、北軍第2軍団がウェルドン鉄道の短区間のみ破壊することができたが、その後にリーの北バージニア軍第3軍団に追い出されていた。
8月18日から21日に起きたグローブタバンの戦いでは、ガバヌーア・ウォーレン少将指揮下第5軍団が第9軍団の支援も得て、線路を数マイルにわたって破壊し、南軍P・G・T・ボーリガード将軍やA・P・ヒル中将の指揮する軍隊からの強力な攻撃にも耐えていた。この北軍の勝利で北軍の前線はさらに南と西に伸び、これを迂回するために南軍は荷車で30マイル(48km) も物資を運ぶことを強いられるようになった。しかし、これは南軍にとってまだそれほど決定的な問題ではなかった。リーの参謀の1人は、「我々は不便になったが、実際的な被害を受けたわけではなかった」と記していた。
グラント将軍はウェルドン鉄道を恒久的に閉鎖することを望み、グローブタバンに近いウォーレンの陣地からはるか南のロワンティ・クリーク（ストーニー・クリークの町の北約3マイル、5km）まで総延長14マイル(23km) の線路を破壊させることにした。グラントはこの作業を、ジェームズ川の北で第二次ディープボトムの戦いを戦い、そこから南に移動してくる過程にあったハンコックの第2軍団に割り当てた。ウォーレンはグローブタバンでの防御工作物を拡大することに忙しかったので、グラントはハンコック軍団を選んだが、その第2軍団はジェームズ川の北から休息無しに南に行軍することを強いられたために疲弊していた。ハンコック自身も1863年のゲティスバーグの戦いで受けた傷の長引く後遺症に苦しみ続けていた。グラントはハンコックの軍団に、デイビッド・グレッグ准将の騎兵師団をつけて補強した。
グレッグの師団は8月22日に出発し、南軍の哨兵を蹴散らした後で、ネルソン・マイルズ准将（休暇を取ったフランシス・C・バーロー准将と交代していた）の指揮する第2軍団の歩兵師団と共に、リーム駅から2マイル(3km) の範囲内にある線路を破壊した。8月23日早朝、リーム駅を占領していたハンコック配下のジョン・ギボン准将指揮下の他の師団が、6月のウィルソンとカウツの襲撃時に北軍騎兵隊が建設していた土盛り工作物に陣地を占めた。この工作物は部分的に楕円形をして、東面が開いていた。一部が壊されて、水が満たされていたが、ハンコックの部隊はそれを改良するための動きはほとんどしなかった。
ロバート・E・リーは、リーム駅の北軍部隊がその供給線に脅威を与えているだけでなく、ディンウィディ郡の郡庁所在地にも脅威だと考えていた。ディンウィディの郡庁舎を落とされると、そこが南軍の退却ルートにとって重要な地点にあるので、ピーターズバーグもリッチモンドも明け渡すことになる可能性があった。また11月にある大統領選挙の直前に、北軍が立ちすくむような敗北を与える機会を狙ってもいた。A・P・ヒル中将に、ウェイド・ハンプトン少将の騎兵2個師団、カドマス・M・ウィルコックス少将の師団、ヘンリー・ヒース少将師団の一部、およびウィリアム・マホーン少将師団の一部からなる遠征隊の総指揮を任せた。総勢は約1万名になった。ヒルは持病の定期的な発作に苦しんでおり、ヒースに戦術指揮を任せて、その任務を「遂行」することと命令していた。
ハンコック自身は8月24日にリーム駅に到着し、その夜までに北軍は駅から南3マイル (5 km) の線路を破壊した。8月25日朝、その土盛り工作物を離れて残る線路5マイル(8km) を破壊する作業を開始したが、ハンコックは南軍騎兵隊が接近している音を耳にして、その部隊を呼び戻した。

## 戦闘
南軍の騎兵隊がグレッグの騎兵隊を押し返した後、ヒルの部隊がディンウィディステージ道路を下った。ウィルコックスの歩兵3個旅団が8月23日午後2時頃に北軍の陣地に強襲をかけた。攻撃は2度行われたが、土盛り工作物の北側に陣取っていたマイルスの師団によってウィルコックス隊が押し返された。その南ではギボンの師団が、北軍の前線を回り込もうとしたハンプトンの騎兵隊の前進を止めていた.。
これら2つの攻撃が進行中に、ポトマック軍指揮官であり、グラントが病気のときに暫定総軍司令官となっていたジョージ・ミード少将が、リーは北軍の左翼を回り込もうとしているのではないかと心配するようになった。歴史家のジョン・ホーンは、もしグラントが現場にいたならば、この時点でピーターズバーグへの攻撃を命令していたかもしれないと記していた。リーがリーム駅に向けて大部隊を派遣したので、前線の防御が弱くなっており、そこを衝いてピーターズバーグを落とせたかもしれず、実際に1865年4月に使って市を落とした戦術に類似していると指摘していた。しかし、ミードは慎重に防御の姿勢を採り続け、その側面には援軍を急行させ、自軍の戦線も薄いものにした。ミードが補強しなかった唯一の点は、信頼する部下であるハンコックが指揮している部分であり、ハンコックならばその持っている資源で前線を維持できると考えていた。
南軍のヒースとマホーンの師団からの援軍が到着し、ウィリアム・ペグラム大佐の砲兵隊が北軍の陣地を砲撃した。最後の攻撃は午後5時半頃に始まり、マイルスの陣地に対して6個旅団が掛かり、北軍陣地の北西隅で突破できた。北軍の反撃が激しかったので、南軍を追い込んでいたが、突然北軍の2個連隊が恐慌を来し、後方に下がったので隙間が空いた。マイルスはホレス・ラグ大佐の予備旅団にその隙間を埋めるよう命じたが、マイルスも驚いたことに、ラグの兵士が怯えてしまい、発砲するのを拒否した。ヒースが自ら突撃を率いて工作物を突破し、連隊旗を押し出そうとしていたノースカロライナ第26連隊のトマス・ミントン軍曹と競い合うことになった。
ハンコックは崩れそうな地点から次の地点へと馬で必死に駆けまわり、兵士を鼓舞しようとした。ある時点では乗っていた馬が倒れ、殺されたものと思って、その後は徒歩で進んだ。その馬は後に自分の足で立ち上がり、背骨に受けた打撃で一時的に麻痺していたものとみなしたハンコックは再度乗馬した。「我が軍はまだ敵を倒せる。神にかけて、私を置いて逃げるな！」と叫んだ。かつては自分の誇った軍団が陣地を占領した敵から取り返すのを躊躇うのを見て、ある大佐に向かい、「私は死ぬことを何とも思わないが、決してこの戦場を去ることがないのを神に祈る」と伝えた。
この時点までにハンプトンの騎兵隊がギボンの歩兵隊の南に進出し、下馬してからの急襲を掛けて、ギボンの兵の多くを逃亡させるか降伏させるかした。これによってハンプトンはマイルス隊の側面を衝けた。ハンコックが反撃を命令したので、夜陰が訪れた後で北軍がピーターズバーグに向かって秩序ある後退を行うだけの時間を与えた。

## 戦いの後
この戦闘での北軍の損失は総計2,747名（戦死140名、負傷529名、捕虜2073名）、騎兵は145騎が失われた。南軍は814名だった（ハンプトンの騎兵隊は戦死16名、負傷75名、不明3名であり、ヒルの歩兵は総計720名の損失だった）。南軍が明らかな勝利を挙げたが、ウェルドン鉄道の重要な部分を失い、この時点からピーターズバーグの南16マイル (26 km) のストーニークリーク補給所まで列車で補給物資を運べるだけになった。そこからは物資を降ろし、荷車でディンウィディ郡庁舎を通り、ボイドトン・プランク道路に進んでピーターズバーグに入れるということになった。ピーターズバーグとリーの軍隊に物資を運び入れられる鉄道はサウスサイド鉄道が残るのみとなった。
この戦闘でハンコックは戦術的に挫折したものの、グラントとミードはウェルドン鉄道に対する作戦の戦果について概して満足していた。ミードは次のように記した。
これらの事態の進行で両軍が次第に薄くなっている。敵軍が我が軍よりも多くを失うように仕向けることができれば、長い目で見て我が軍が勝てるが、不運にも攻撃するのは我が方であり、敵軍の土俵で戦いを求めるのであり、我が軍の損失はその結果大きくなる。最近あるように敵軍が出てきて攻撃してくるならば常に多くを失うことになるのが、例外的な状況だ。
ピーターズバーグの包囲戦と塹壕戦が続いた。この次の大きな戦闘は9月下旬に起きた。北軍が2方面から並行して攻撃した。すなわち、ジェームズ川の北のニューマーケットハイツからチャフィン農園の戦いがあり、南からサウスサイド鉄道に対してピーブル農園の戦いが起きた。